# مقاطعة هوكينز (تينيسي)
مقاطعة هوكينز (بالإنجليزية: Hawkins County, Tennessee)‏ هي إحدى مقاطعات ولاية تينيسي في الولايات المتحدة. ، وتبلغ مساحتها 1294 كم2، بلغ عدد سكانها 56833 نسمة في عام 2010 حسب إحصاء مكتب تعداد الولايات المتحدة وتصل الكثافة السكانية فيها 42 نسمة/كم2.

## أعلام
- بيري أوينز
- لويد كار
- إدوارد كروس
- جورج إل. بيري
- جيمس يونغ

## وصلات خارجية
- http://www.hawkinscountytn.gov/